# Super rapina a Milano
Super rapina a Milano è un film del 1964 diretto e interpretato da Adriano Celentano (e non accreditato a Piero Vivarelli che lo cominciò).

## Trama
Una banda di piccoli delinquenti organizza una rapina senza precedenti. Travestiti da frati, durante la fuga si scontrano dapprima con dei frati veri, poi con la polizia e infine con un'altra banda capeggiata da Bill, un loro ex componente. Alla fine si scopre che il tutto è in realtà una sceneggiata, infatti la banda stava girando un film.

## Produzione
Secondo film di Celentano da protagonista assoluto e primo da regista (oltre che produttore), si rivelò un fiasco completo portandolo ad accantonare la carriera cinematografica per i quattro anni successivi fino a Serafino.